# Fumarylchlorid
Fumarylchlorid ist eine anorganische chemische Verbindung aus der Gruppe der Carbonsäurechloride.

## Gewinnung und Darstellung
Fumarylchlorid kann durch Reaktion von Maleinsäureanhydrid mit Phthaloylchlorid und wasserfreiem Zinkchlorid gewonnen werden.

## Eigenschaften
Fumarylchlorid ist eine brennbare, schwer entzündbare, gelbliche Flüssigkeit mit stechendem Geruch, die sich in Wasser zersetzt. Die Verbindung liegt in der Gasphase in drei konformeren Formen vor.

## Verwendung
Fumarylchlorid kann zur Herstellung von Poly(propylenfumarat) mit hohem Molekulargewicht verwendet werden. Es wird auch als Zwischenprodukt für die Herstellung von Arzneistoffen, Farben und Insektiziden eingesetzt.

## Sicherheitshinweise
Die Dämpfe von Fumarylchlorid können mit Luft ein explosionsfähiges Gemisch (Flammpunkt 73 °C) bilden.